# Team Gunston
Team Gunston (von 1962 bis 1967: John Love Racing) war ein in Südrhodesien bzw. Rhodesien ansässiger Motorsport-Rennstall, der in den 1960er- und 1970er-Jahren in der Südafrikanischen Formel-1-Meisterschaft antrat und dreizehnmal am Großen Preis von Südafrika, einem Formel-1-Rennen mit Weltmeisterschaftsstatus, teilnahm. Gunston gehörte zu den erfolgreichsten Team der südafrikanischen Rennserie.

## Geschichte

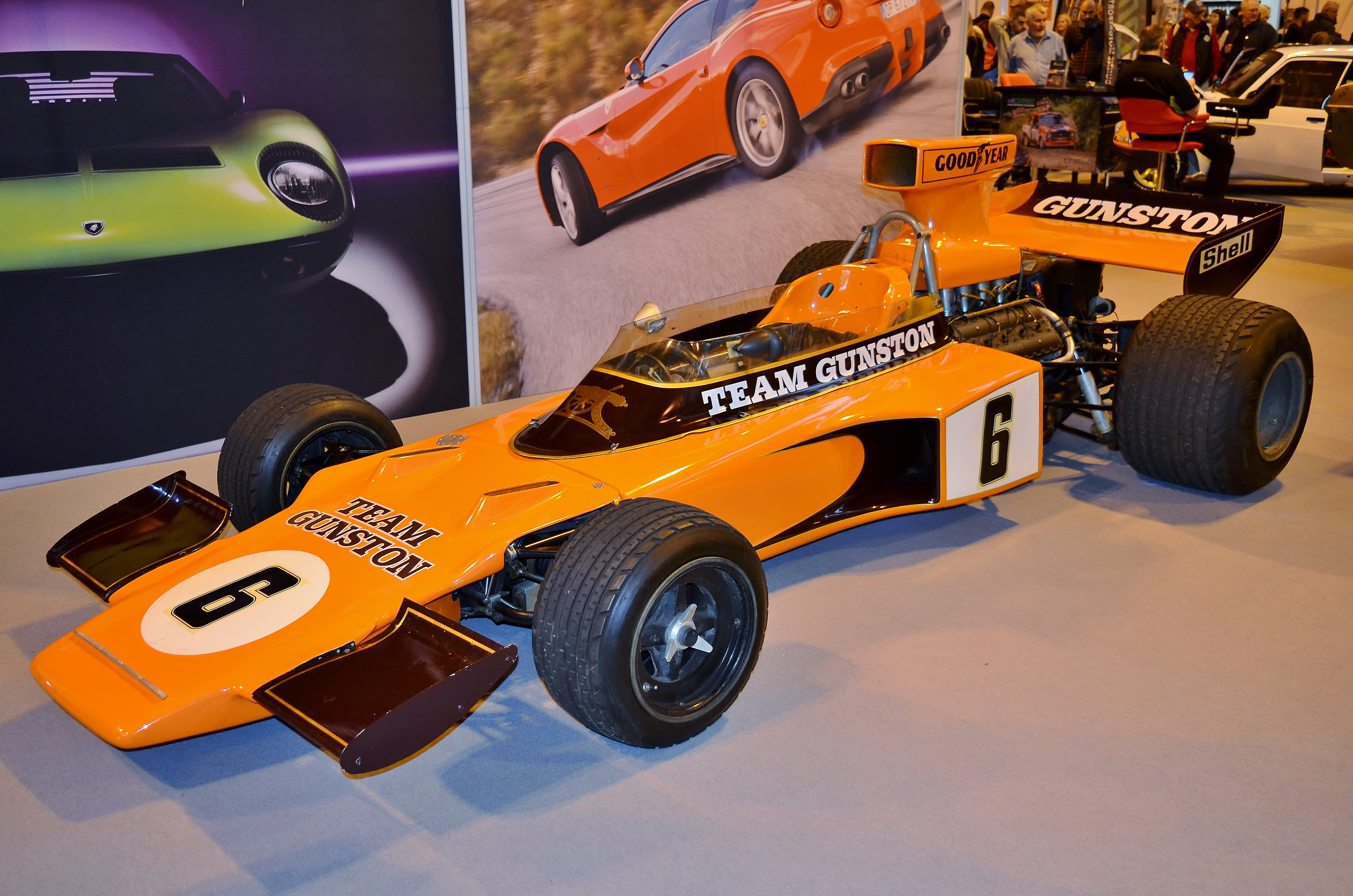
Lotus des Team Gunston aus dem Jahr 1975

Das in Bulawayo ansässige Team wurde im Sommer 1962 von dem rhodesischen Rennfahrer John Love gegründet. Love war 1960 und 1961 in Europa unter anderem für das Team von Ken Tyrrell in der Formel Junior angetreten und hatte die Saison 1961 als Gesamtdritter beendet. 1962 kehrte er nach Rhodesien zurück. Von seinen Einnahmen bei Tyrrell hatte er einen gebrauchten Cooper T55 erworben, mit dem er künftig im südlichen Afrika an Formel-1-Rennen teilnahm. Bis 1967 brachte Love das Team unter seinem eigenen Namen an den Start. Mit Beginn der Saison 1968 schloss er einen Sponsorvertrag mit der rhodesischen Gunston Cigarette Company, deren die Bezeichnung er künftig für seinen Rennstall übernahm.

### Südafrikanische Formel-1-Meisterschaft
John Loves Rennstall nahm seit 1962 regelmäßig an der Südafrikanischen Formel-1-Meisterschaft teil, einer Serie von Rennen auf Rundkursen im südlichen Afrika, die nach Formel-1-Regeln abgehalten wurde und ganz überwiegend von regionalen Piloten bestritten wurde. 
Gunston setzte anfänglich einen Cooper T55, später einen Cooper T79 und ab 1968 einen Lotus 49 ein. Bei dem Lotus handelte es sich um das Chassis 49 R3, das in der Formel-1-Saison 1967 vom Werkspiloten Graham Hill bei fünf Weltmeisterschaftsläufen und 1968 bei einem Lauf eingesetzt worden war, bevor Gunston es übernahm.
In der zweiten Hälfte der 1960er-Jahre war Love der erfolgreichste Fahrer der südafrikanischen Formel-1-Serie. Von 1964 bis 1969 gewann er sechsmal in Folge die Meisterschaft. Sein Heimrennen, den Großen Preis von Rhodesien, gewann er ebenfalls sechsmal.
1970 endete die Dominanz Gunstons und John Loves. Der von Gunstons Konkurrenzmarke Lucky Strike unterstützte Südafrikaner Dave Charlton, der ab 1969 einen jüngeren Lotus 49 und später einen Lotus 72 einsetzte, beherrschte in den frühen 1970er-Jahren die südafrikanische Serie. Team Gunston wechselte daraufhin das Einsatzauto. Die Wahl fiel auf einen neu aufgebauten March 701 (Chassis Nr. 701/10), der zu Beginn der Formel-1-Weltmeisterschaft 1970 einige Erfolge mit Jackie Stewart und Chris Amon erzielt hatte. Das Auto erwies sich allerdings als schwer zu fahren und war unzuverlässig, sodass Gunston nicht mit Charltons Lucky Strike Scribante-Team konkurrieren konnte. Ein vorübergehender Wechsel auf einen Surtees TS9 brachte ebenfalls keine Erfolge. Ab 1972 fuhr Gunston seinerseits einen Lotus 72, konnte aber Charltons Siegeszug nicht bremsen. 
Team Gunston setzte sein Engagement im regionalen Motorsport auch in der Südafrikanischen Formel Atlantic-Meisterschaft fort, die ab 1976 die lokale Formel-1-Meisterschaft ersetzte. Fahrer des Teams waren Ray Klomfass, Trevor van Rooyen und Basil van Rooyen. Bei einzelnen Rennen wie etwa der Rand Spring Trophy, die am 6. Oktober 1979 in Kyalami stattfand, trat auch John Love noch einmal an.

### Formel-1-Weltmeisterschaft
Neben der Beteiligung an den südafrikanischen Rennen meldete sich das Team Gunston seit 1962 regelmäßig zu den Großen Preisen von Südafrika, die Weltmeisterschaftsstatus hatten. Fahrer war üblicherweise John Love, daneben traten vereinzelt auch andere Piloten südafrikanischer Herkunft für das Team an.
Das erfolgreichste Rennen des Teams Gunston war der Große Preis von Südafrika 1967. Es trat hier mit John Love und einem Cooper T79 an, der von einem 2,7 Liter großen Vierzylindermotor von Coventry Climax angetrieben wurde. Dabei handelte es sich um das Auto, das Bruce McLaren 1966 in der Tasman-Serie eingesetzt hatte. Die konkurrierenden Werksteams verfügten zu dieser Zeit bereits überwiegend über 3,0 Liter große Triebwerke, die die Hubraumgrenze des ab 1966 geltenden Reglements voll ausnutzten. Ungeachtet der Leistungsschwäche seines Fahrzeugs qualifizierte sich Love für den fünften Startplatz. Er ging damit vor Graham Hill im Werks-Lotus und vor Jochen Rindt im Werks-Cooper ins Rennen. Im Rennen lag Love ab Runde 60 auf der ersten Position; er führte das Rennen 13 Runden lang an. Sieben Runden vor Schluss musste Love die Führung an Pedro Rodríguez abgeben, der einen Werks-Cooper T79 fuhr. Rodríguez gewann das Rennen, Love wurde Zweiter.

## Rennergebnisse (Formel-1-Weltmeisterschaft)
| Saison | Chassis               | Fahrer        | 1   | 2   | 3   | 4 | 5 | 6 | 7 | 8 | 9 | 10 | 11 | 12 | 13 | 14 | 15 | Punkte | Rang |
| ------ | --------------------- | ------------- | --- | --- | --- | - | - | - | - | - | - | -- | -- | -- | -- | -- | -- | ------ | ---- |
| 1962   | Cooper T55-Climax     |               |     |     |     |   |   |   |   |   |   |    |    |    |    |    |    | 0      | —    |
| 1962   | Cooper T55-Climax     | J. Love       |     |     |     |   |   |   |   |   | 8 |    |    |    |    |    |    | 0      | —    |
| 1963   | Cooper T55 Climax     |               |     |     |     |   |   |   |   |   |   |    |    |    |    |    |    | 0      | —    |
| 1963   | Cooper T55 Climax     | J. Love       |     |     |     |   |   |   |   |   |   | 9  |    |    |    |    |    | 0      | —    |
| 1965   | Cooper T55 Climax     |               |     |     |     |   |   |   |   |   |   |    |    |    |    |    |    | 0      | —    |
| 1965   | Cooper T55 Climax     | J. Love       | DNF |     |     |   |   |   |   |   |   |    |    |    |    |    |    | 0      | —    |
| 1967   | Cooper T79 Climax     |               |     |     |     |   |   |   |   |   |   |    |    |    |    |    |    | 6      | 11   |
| 1967   | Cooper T79 Climax     | J. Love       | 2   |     |     |   |   |   |   |   |   |    |    |    |    |    |    | 6      | 11   |
| 1968   |                       |               |     |     |     |   |   |   |   |   |   |    |    |    |    |    |    | 0      | —    |
| 1968   | Brabham BT20-Repco    | J. Love       | 9   |     |     |   |   |   |   |   |   |    |    |    |    |    |    | 0      | —    |
| 1968   | LDS Mk. 3 Repco       | S. Tingle     | DNF |     |     |   |   |   |   |   |   |    |    |    |    |    |    | 0      | —    |
| 1968   | Cooper T79 Climax     | B. van Rooyen | DNF |     |     |   |   |   |   |   |   |    |    |    |    |    |    | 0      | —    |
| 1969   |                       |               |     |     |     |   |   |   |   |   |   |    |    |    |    |    |    | 0      | —    |
| 1969   | Lotus 49 Cosworth     | J. Love       | DNF |     |     |   |   |   |   |   |   |    |    |    |    |    |    | 0      | —    |
| 1969   | Brabham BT24 Repco    | S. Tingle     | 8   |     |     |   |   |   |   |   |   |    |    |    |    |    |    | 0      | —    |
| 1970   |                       |               |     |     |     |   |   |   |   |   |   |    |    |    |    |    |    | 0      | —    |
| 1970   | Lotus 49 Cosworth     | J. Love       | 8   |     |     |   |   |   |   |   |   |    |    |    |    |    |    | 0      | —    |
| 1970   | Brabham BT26 Cosworth | P. de Klerk   | 11  |     |     |   |   |   |   |   |   |    |    |    |    |    |    | 0      | —    |
| 1971   |                       |               |     |     |     |   |   |   |   |   |   |    |    |    |    |    |    | 0      | —    |
| 1971   | March 701 Cosworth    | J. Love       | DNF |     |     |   |   |   |   |   |   |    |    |    |    |    |    | 0      | —    |
| 1971   | Brabham BT26 Cosworth | J. Pretorius  | DNF |     |     |   |   |   |   |   |   |    |    |    |    |    |    | 0      | —    |
| 1972   |                       |               |     |     |     |   |   |   |   |   |   |    |    |    |    |    |    | 0      | —    |
| 1972   | Surtees TS9 Cosworth  | J. Love       |     | 16  |     |   |   |   |   |   |   |    |    |    |    |    |    | 0      | —    |
| 1972   | Brabham BT33 Cosworth | W. Ferguson   |     | DNS |     |   |   |   |   |   |   |    |    |    |    |    |    | 0      | —    |
| 1974   |                       |               |     |     |     |   |   |   |   |   |   |    |    |    |    |    |    | 0      | —    |
| 1974   | Lotus 72 Cosworth     | I. Scheckter  |     |     | 13  |   |   |   |   |   |   |    |    |    |    |    |    | 0      | —    |
| 1974   | Lotus 72 Cosworth     | P. Driver     |     |     | DNF |   |   |   |   |   |   |    |    |    |    |    |    | 0      | —    |
| 1975   |                       |               |     |     |     |   |   |   |   |   |   |    |    |    |    |    |    | 0      | —    |
| 1975   | Lotus 72 Cosworth     | G. Tunmer     |     |     | 11  |   |   |   |   |   |   |    |    |    |    |    |    | 0      | —    |
| 1975   | Lotus 72 Cosworth     | E. Keizan     |     |     | DNF |   |   |   |   |   |   |    |    |    |    |    |    | 0      | —    |

| Legende  | Legende            | Legende                                                          |
| Farbe    | Abkürzung          | Bedeutung                                                        |
| -------- | ------------------ | ---------------------------------------------------------------- |
| Gold     | –                  | Sieg                                                             |
| Silber   | –                  | 2. Platz                                                         |
| Bronze   | –                  | 3. Platz                                                         |
| Grün     | –                  | Platzierung in den Punkten                                       |
| Blau     | –                  | Klassifiziert außerhalb der Punkteränge                          |
| Violett  | DNF                | Rennen nicht beendet (did not finish)                            |
| Violett  | NC                 | nicht klassifiziert (not classified)                             |
| Rot      | DNQ                | nicht qualifiziert (did not qualify)                             |
| Rot      | DNPQ               | in Vorqualifikation gescheitert (did not pre-qualify)            |
| Schwarz  | DSQ                | disqualifiziert (disqualified)                                   |
| Weiß     | DNS                | nicht am Start (did not start)                                   |
| Weiß     | WD                 | zurückgezogen (withdrawn)                                        |
| Hellblau | PO                 | nur am Training teilgenommen (practiced only)                    |
| Hellblau | TD                 | Freitags-Testfahrer (test driver)                                |
| ohne     | DNP                | nicht am Training teilgenommen (did not practice)                |
| ohne     | INJ                | verletzt oder krank (injured)                                    |
| ohne     | EX                 | ausgeschlossen (excluded)                                        |
| ohne     | DNA                | nicht erschienen (did not arrive)                                |
| ohne     | C                  | Rennen abgesagt (cancelled)                                      |
| ohne     | keine WM-Teilnahme |                                                                  |
| sonstige | P/fett             | Pole-Position                                                    |
| sonstige | 1/2/3/4/5/6/7/8    | Punktplatzierung im Sprint-/Qualifikationsrennen                 |
| sonstige | SR/kursiv          | Schnellste Rennrunde                                             |
| sonstige | *                  | nicht im Ziel, aufgrund der zurückgelegten Distanz aber gewertet |
| sonstige | ()                 | Streichresultate                                                 |
| sonstige | unterstrichen      | Führender in der Gesamtwertung                                   |

## South African Saloon Car Championship
Team Gunston fuhr mindestens von 1969 bis 1972 auch bei der südafrikanischen Tourenwagen-Meisterschaft mit. Zum Einsatz kamen dabei modifizierte Peranas, die Basil Green Motors auf Basis des Ford Cortina und des Ford Capri herstellte. Fahrer war Bob Olthoff. Der Cortina mit der Nummer N 201 wurde 1969 Zweiter der Meisterschaft, der Capri Z 181 gewann 1970 die Gruppe 5, der Capri A2 1972 die Gruppe 2.